# Designing Woman
Designing Woman is een Amerikaanse filmkomedie uit 1957 onder regie van Vincente Minnelli. Destijds werd de film in Nederland uitgebracht als Trouwen is houen.

## Verhaal
Marilla is een modeontwerpster en Mike is een sportverslaggever. Ze ontmoeten elkaar toevallig en ze trouwen zonder elkaar echt te kennen. Langzamerhand ontdekken ze dat ze uit twee erg verschillende milieus komen.

## Rolverdeling
| Acteur             | Personage           |
| ------------------ | ------------------- |
| Gregory Peck       | Mike Hagen          |
| Lauren Bacall      | Marilla Brown Hagen |
| Dolores Gray       | Lori Shannon        |
| Sam Levene         | Ned Hammerstein     |
| Tom Helmore        | Zachary Wilde       |
| Mickey Shaughnessy | Maxie Stultz        |
| Jesse White        | Charlie Arneg       |
| Chuck Connors      | Johnnie 'O'         |
| Edward Platt       | Martin J. Daylor    |
| Alvy Moore         | Luke Coslow         |
| Carol Veazie       | Gwen                |
| Jack Cole          | Randy Owens         |

## Prijzen en nominaties
| Jaar | Prijs  | Categorie                      | Genomineerde(n) | Uitslag  |
| ---- | ------ | ------------------------------ | --------------- | -------- |
| 1957 | Oscars | Beste oorspronkelijke scenario | George Wells    | Gewonnen |